# 기침
기침은 갑작스럽게 숨을 내뿜는 반사 행동이다. 한자로는 해소(중국어: 咳嗽 해수[*])라고 한다. 기도에 놓인 분비물, 자극을 주는 물질, 외부 먼지, 미생물들을 제거한다. 종종 반복적으로 연달아 행해지기도 한다. 기침 반사는 들이쉬고, 성문을 향해 내쉬고, 성문을 열면서 폐(허파)로부터 공기를 강하게 내보내는 3단계로 구성되며, 종종 특유의 소리를 동반하기도 한다. 기침은 보통 본인의 의사와 관계 없이 발생하나, 일부러 기침(헛기침)을 하기도 한다.
기침이 잦다는 것은 보통 질병이 있음을 시사한다. 많은 바이러스와 세균은 숙주가 기침을 하는 것으로 이익을 얻는다. 병균이 새로운 숙주에 전염되는 것을 돕는 것이다. 대부분의 경우 기침은 기도 감염에 의한 것이나, 숨 막힘, 흡연, 대기 오염,  천식, 역류성 식도염, 후비루(Post-nasal drip), 만성 기관지염, 폐 종양, 심부전(heart failure), 그리고, ACE 억제제와 같은 약제에 의해서도 발생한다.
치료는 원인에 중점을 두어야 한다. 예를 들면, 담배 흡연 자제나 ACE 억제제의 사용 중단 등이다.

## 종류
기침은 또한 그 지속기간, 특징, 시기에 따라 나눌 수 있다. 기간에 따라 3주보다 짧으면 급성, 3에서 8주 사이이면 아급성, 8주보다 길면 만성으로 분류한다. 기침은 또한 건성(乾性)과 습성(濕性)으로 나눌 수 있다. 습성 기침은 가래를 동반하는 것이며, 건성 기침은 그렇지 않은 것이다. 기침은 오전, 오후 모두 있을 수 있다.

## 같이 보기
- 백일해
- 크루프 - 위막성 후두염
- 재채기 - 기침은 기도의 점막이 자극을 받아 일어나는 반면, 재채기는 코 속의 신경이 자극을 받아 일어난다.
- 감기